# Polityka kształcenia
Polityka kształcenia – jedna z form instrumentacji polityki zatrudnienia w celu uzyskania wykwalifikowanej siły roboczej zgodnie z obowiązującym popytem.
Zapotrzebowanie na siłę roboczą o określonych kwalifikacjach powinno być zaspokajane przez szkolnictwo ogólne i zawodowe.

## Dwa stanowiska w dyskusji na temat rozwoju szkolnictwa
1. Kształcenie przyszłych kadr w ramach wąskich specjalizacji, co umożliwia szybką adaptację w miejscu pracy.
2. Kształcenie przyszłych kadr w bardziej ogólny sposób, by zapewnić szerokie możliwości dostosowawcze związane z przyszłą pracą.

Druga metoda, pomimo że wydłuża okres szkolenia i okres dostosowawczy w pracy, lepiej przygotowuje do zmieniających się wymogów rynku pracy.

## Narzędzia umożliwiające podnoszenie kwalifikacji osobom już pracującym
- szkolenia
- uczelnie
- ośrodki kształcenia ustawicznego (np. szkoły menadżerskie)

## Zadania modernizacji polskiego systemu kształcenia i doskonalenia zawodowego
- – zmniejszenie rekrutacji do szkół przygotowujących kandydatów do zawodów nieatrakcyjnych, o małym popycie
- – polepszenie elastyczności kształcenia w zakresie czasu nauki, organizacji systemu szkolnego i treści nauczania
- – rozszerzenie profilu kształcenia i ograniczenie liczby specjalności
- – zmianę organizacji i treści kształcenia dorosłych